# Dawid Tomala
Dawid Tomala (né le 27 août 1989 à Tychy) est un athlète polonais, spécialiste de la marche athlétique, champion olympique à Tokyo en 2021.

## Biographie

### Palmarès
| Date | Compétition                   | Lieu      | Résultat | Épreuve         | Performance     |
| ---- | ----------------------------- | --------- | -------- | --------------- | --------------- |
| 2008 | Championnats du monde juniors | Bydgoszcz | 8e       | 10 000 m marche | 42 min 33 s 60  |
| 2009 | Championnats d'Europe espoirs | Kaunas    | 7e       | 20 km marche    | 1 h 25 min 26 s |
| 2010 | Championnats d'Europe         | Barcelone | 19e      | 20 km marche    | 1 h 25 min 50 s |
| 2011 | Championnats d'Europe espoirs | Ostrava   | 1er      | 20 km marche    | 1 h 24 min 21 s |
| 2012 | Jeux olympiques               | Londres   | 19e      | 20 km marche    | 1 h 21 min 55 s |
| 2020 | Jeux olympiques               | Tokyo     | 1er      | 50 km marche    | 3 h 50 min 8 s  |

### Records
| Épreuve      | Performance     | Lieu    | Date         |
| ------------ | --------------- | ------- | ------------ |
| 20 km marche | 1 h 20 min 30 s | Olomouc | 30 mars 2013 |
| 50 km marche | 3 h 49 min 23 s | Dudince | 20 mars 2021 |